# 什皮爾基
49°6′33″N 27°40′21″E / 49.10917°N 27.67250°E
什皮爾基（烏克蘭語：Шпирки），是烏克蘭的村落，位於該國西南部文尼察州，由日梅林卡區負責管轄，面積3.96平方公里，海拔高度325米，2001年人口304，人口密度每平方公里76.77人。